# Milford (Michigan)
Milford é uma aldeia localizada no estado americano de Michigan, no Condado de Oakland.

## Demografia
Segundo o censo americano de 2000, a sua população era de 6272 habitantes.
Em 2006, foi estimada uma população de 6578, um aumento de 306 (4.9%).

## Geografia
De acordo com o United States Census Bureau tem uma área de 6,5 km², dos quais 6,3 km² cobertos por terra e 0,2 km² cobertos por água. Milford localiza-se a aproximadamente 282 m acima do nível do mar.

## Localidades na vizinhança
O diagrama seguinte representa as localidades num raio de 16 km ao redor de Milford.